# Ameryka Brytyjska

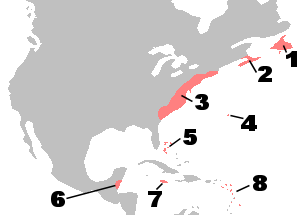
Kolonie brytyjskie w Ameryce Północnej ok. 1750 r.

Ameryka Brytyjska (ang. British America) – anachroniczny termin odnoszący się do terenów zależnych od Korony brytyjskiej lub parlamentu w Ameryce Północnej i Środkowej, na Karaibach oraz w Gujanie. Oficjalnie kolonie brytyjskie w Ameryce znane były jako Ameryka Brytyjska i Brytyjskie Indie Zachodnie do czasu deklaracji niepodległości przez Stany Zjednoczone w 1776 roku. Po tym wydarzeniu terytoria w kontynentalnej Ameryce pozostające w posiadaniu Wielkiej Brytanii (zbliżone, choć nie tożsame z terytorium współczesnej Kanady) określane były mianem Brytyjskiej Ameryki Północnej.